# Kościół Przemienienia Pańskiego i Świętego Ducha w Wiśniowej
Kościół Przemienienia Pańskiego i Świętego Ducha w Wiśniowej Poduchownej – rzymskokatolicka świątynia wzniesiona staraniem Karola Tarły. W podziemiach kościoła spoczywa serce księdza Hugona Kołłątaja. Wewnątrz kościoła znajdują się posągi Apostołów Piotra i Pawła, obrazy: Przemienienia Pańskiego, Matki Bożej z Dzieciątkiem i św. Janem Chrzcicielem, Matki Bożej Częstochowskiej.

## Małopolska Droga św. Jakuba
Kościół znajduje się na odnowionej trasie Małopolskiej Drogi św. Jakuba z Sandomierza do Tyńca, która jest odzwierciedleniem dawnej średniowiecznej drogi do Santiago de Compostela i związana jest z pielgrzymowaniem do grobu św. Jakuba.